# La BD des 7 à 77 ans
 (septembre 2013).
Si vous disposez d'ouvrages ou d'articles de référence ou si vous connaissez des sites web de qualité traitant du thème abordé ici, merci de compléter l'article en donnant les références utiles à sa vérifiabilité et en les liant à la section « Notes et références ».
La BD des 7 à 77 ans est une collection de bandes dessinées publiée par les éditions Le Lombard.

## Dans la culture populaire
- La chanson La Maladie d'amour de Michel Sardou (1973) fait référence au « cœur des enfants de 7 à 77 ans ».